# Longwé-l'Abbaye
Pour les articles homonymes, voir Longwé.
Longwé-l'Abbaye est une localité de Montgon et une commune française éphémère, située dans le département des Ardennes en région Grand Est.
Elle est intégrée dans la commune de Montgon, en 1790.

## Toponymie
Du latin Longum Vadum Long gué ou Longwé.

## Géographie
La commune, outre Longwé, comptait plusieurs censes dispersées sur le territoire:
- Les Mares, hameau aujourd'hui disparu, qui apparait encore sur la carte d'état major de 1836 49° 31′ 06″ N, 4° 42′ 31″ E. Une partie du hameau se situait sur le ban de Lametz.
- Monthardré (ancienne orthographe) ou Montardré, qui existe toujours 49° 31′ 04″ N, 4° 43′ 20″ E.
- L'Orfagne (ancienne orthographe) ou l'Orphane, qui fut réaffectée au ban de Le Chesne et qui existe toujours 49° 31′ 41″ N, 4° 43′ 52″ E.

Et deux moulins, à Longwé même, dont l'un est encore visible aujourd'hui, et l'autre est donné par la carte d'état major, sous la dénomination de Papeterie.
L'abbaye existait encore en 1791, composée d'une maison abbatiale et conventuelle, d'une église et de places, parterre, jardin, verger.

## Histoire

### L'abbaye
La première abbaye de l'Ordre des Prémontrés, fut établie aux Mares et fut transférée, au début du XIIIe siècle (1218-1235), à Longwé, sur le cours d'eau.
Ce fut toujours une maison modeste qui tirait le diable par la queue. En 1586, l'abbaye dut vendre les droits féodaux qu'elle détenait sur Lametz.
Les bâtiments n'étaient guère entretenus ; ils ne furent que sommairement réparés après les saccages subis par fait de guerre en 1637. En 1722 le montant des travaux indispensables, se montait à plus de 11 000 livres. Ne disposant que de 1800 livres de rente annuelle, les sept religieux demandent à leur ordre de pouvoir vendre 10000 livres de bois. Une partie de ces travaux furent effectués. En 1791, le monastère est considéré comme partiellement habitable.

### Durant l'Ancien Régime
La Statistique  des élections de Reims, Rethel et Sainte-Ménehould dressée en 1657 par le sieur Terruel en vue du projet de cadastre général de la généralité de Chalons, ensuite du projet du maréchal de Fabert indique : 
« Longuuoe l'abbaye. — Terroir médiocre 142 arpents aux religieux sauf 24 en cense. — Prés 38. — Bois 300. — Charrues 2. — Ménages 9 et 6 demi, manouvrier. — Taille 262 livres. — en 1657 :190 livres. — Payent à Luxembourg 40 livres. »

Louis-Urbain Le Fèvre de Caumartin, d'après la dénombrement de 1735, indique :
« Longvué l'Abbaye, le moulin de Corphoine, la fontaine au Puits et les maisons appelés les Mars et Monthardré : 36 feux. »

Expilly, dans son dénombrement des Mariages, des Naissances et des Morts de 339 paroisses de l’Élection de Reims, de la Généralité & Intendance de Châlons, dénombre ces flux démographiques pour Longwé-l'Abbaye en comparant les périodes 1690-1701 inclus et 1752-1763 inclus.
| Longwé-l'Abbaye       | Mariages | Naissances mâles | Naissances femelles | Décès hommes | Décès femmes |
| --------------------- | -------- | ---------------- | ------------------- | ------------ | ------------ |
| de 1690 à 1701 inclus | 12       | 20               | 20                  | 19           | 23           |
| De 1752 à 1763 inclus | 4        | 14               | 21                  | 3            | 7            |

### Durant la Révolution
Lors des États généraux de 1789, les deux localités de Lametz et Longwé-l'Abbaye forment bien deux communautés d'habitants distinctes, préparent deux procès-verbaux, désignent chacune des députés, Lametz, deux et Longwé un ; mais elles décident de ne faire qu'un seul et même cahier de doléances.
Les biens des moines féodaux furent dispersés en 1791. Les évaluations, parues dans Les Affiches de Reims sont :
- « Longwé-l'Abbaye (ferme de), appartenant ci-devant aux Religieux de lad. Abbaye, consistant en un corps de logis, cour; jardin, 194 arpens de terre et 10 fauchées de prés, estimée 30,599 liv. 7 s. (4 avril 1791.) ».
- « Longwé, maisons abbatiale et conventuelle, l'église dud. lieu, places, parterre, jardin, verger, le tout estimé 9,238 liv. (26 septembre 1791) ». L'offre de vente de l'abbaye fut infructueuse ; le mauvais état des bâtiments provoqua en 1792 une estimation plus modeste de la valeur à 41 135 livres & 12 sols. Finalement, l'église fut démolie en 1793 et en 1806 il ne restait rien de l'abbaye[8].
- « Lorphane (cense de), sise au terroir de Lonwé-l'Abbaye, appart. ci-devant à lad. abbaye, consist. en bâtimens, etc., 152 arp. terre et 9 de prés, louée 1,050 liv., mise au prix de 23,180 liv. (21 mars 1791.) »

Monthardré était détenue par des bourgeois, comme l'indique l'annonce de cession de 1770 : « Vente par Me Melchior La Charrière, avocat à Rethel, d'une métairie appelée Monhardreux, paroisse de Montgon, moyennant 7,800 liv. par contrat du 6 janvier 1770. (15 février 1773) »